# نگهداشت نیرو
نگهداشت نیرو یا حفظ کارکنان (انگلیسی: Employee retention) توانایی یک سازمان برای حفظ کارکنان خود و تضمین پایداری آن است. حفظ کارکنان را می‌توان با یک آمار ساده نشان داد (به عنوان مثال، نرخ نگهداری ۸۰٪ معمولاً نشان می‌دهد که یک سازمان ۸۰٪ از کارکنان خود را در یک دوره معین نگه داشته‌است). حفظ کارکنان همچنین استراتژی‌هایی است که کارفرمایان برای حفظ کارکنان در نیروی کار خود از آنها استفاده می‌کنند.
باید بین کارمندان با عملکرد پایین و کارمندان برتر تمایز قائل شد و تلاش برای حفظ کارمندان باید آن گروهی که ارزش بیشتری به سازمان اضافه می‌کنند تمرکز یابد.
جابجایی کارمندان در یک شرکت نشانه مسائل عمیق‌تری است که حل نشده‌است، که ممکن است شامل روحیه پایین کارکنان، نبود مسیر شغلی مشخص، عدم شناخت، روابط ضعیف کارمند و مدیر یا بسیاری از مسائل دیگر باشد. فقدان رضایت شغلی و تعهد به سازمان نیز می‌تواند باعث کناره‌گیری کارمند و شروع به جستجوی فرصت‌های دیگر شود.
در یک محیط کسب و کار، هدف کارفرمایان معمولاً کاهش جابجایی کارکنان است که در نتیجه هزینه‌های آموزشی، هزینه‌های استخدام و از دست دادن استعداد و دانش سازمانی کاهش می‌یابد. با اجرای روش‌های آموخته شده از مفاهیم کلیدی رفتار سازمانی، کارفرمایان می‌توانند نرخ‌های نگهداری را بهبود بخشند و هزینه‌های مرتبط با گردش مالی بالا پیروی آن را را کاهش دهند. برخی از کارفرمایان به دنبال «جایگزینی مثبت» هستند که به موجب آن تنها کارمندانی را حفظ می‌کنند که آنها را دارای عملکرد بالا می‌دانند.